# Чемпіонат Північної і Центральної Америки та країн Карибського басейну з легкої атлетики
Чемпіонат Північної і Центральної Америки та країн Карибського басейну з легкої атлетики — один з шести континентальних чемпіонатів з легкої атлетики у світі, який організовує Легкоатлетична асоціація Північної і Центральної Америки та країн Карибського басейну.

## Із історії проведення
Вперше чемпіонат був проведений 2007 року в Сальвадорі та планувався до проведення, як і інші континентальні чемпіонати, раз на два роки, але на другий чемпіонат довелось чекати цілих 8 років. Проте, навіть і після другої першості чемпіонати проводились нерегулярно.

## Сучасна програма

### Основний чемпіонат
Сучасна програма основного чемпіонату наближена до програми основного чемпіонату світу за деякими винятками.

### Окремі чемпіонати
Також просто неба проводяться окремі чемпіонати Північної і Центральної Америки та країн Карибського басейну з визначених дисциплін легкої атлетики (як в роки проведення основних чемпіонатів, так і в інші роки):
- із 2004 — гірський біг;
- із 2005 — багатоборства;
- із 2005 — кросовий біг;
- із 2022 — напівмарафон.

## Основні чемпіонати
| Чемпіонат | Рік  | Місто         | Країна            | Дата         | Місце проведення       | Дисциплін | Країн | Спортсменів | Лідер медального заліку |
| --------- | ---- | ------------- | ----------------- | ------------ | ---------------------- | --------- | ----- | ----------- | ----------------------- |
| 1         | 2007 | Сан-Сальвадор | Сальвадор         | 13-15 липня  | Естадіо Хорхе Гонсалес | 42        | 26    | 275         | США                     |
| 2         | 2015 | Сан-Хосе      | Коста-Рика        | 7-9 серпня   | Національний стадіон   | 38        | 31    | 369         | США                     |
| 3         | 2018 | Торонто       | Канада            | 10-12 серпня | Варсіті                | 42        | 31    | 319         | США                     |
| 4         | 2022 | Фріпорт       | Багамські Острови | 19-21 серпня | Великі Багами          | 43        | 26    | 329         | США                     |
| 5         | 2025 | Фріпорт       | Багамські Острови | 15-17 серпня | Великі Багами          | 39        |       |             | США                     |

## Медальний залік
За підсумками основних чемпіонатів 2007—2022 років.
| Місце                | Країна                          | Золото | Срібло | Бронза | Загалом |
| -------------------- | ------------------------------- | ------ | ------ | ------ | ------- |
| 1                    | США                             | 109    | 65     | 42     | 216     |
| 2                    | Ямайка                          | 18     | 28     | 19     | 65      |
| 3                    | Тринідад і Тобаго               | 6      | 9      | 11     | 26      |
| 4                    | Канада                          | 5      | 12     | 21     | 38      |
| 5                    | Куба                            | 5      | 6      | 8      | 19      |
| 6                    | Мексика                         | 4      | 16     | 7      | 27      |
| 7                    | Сальвадор                       | 4      | 2      | 2      | 8       |
| 8                    | Сент-Люсія                      | 3      | 0      | 2      | 5       |
| 9                    | Гватемала                       | 2      | 2      | 6      | 10      |
| 10                   | Домініка                        | 2      | 1      | 2      | 5       |
| 11                   | Британські Віргінські Острови   | 2      | 1      | 0      | 3       |
| 12                   | Багамські Острови               | 1      | 4      | 9      | 14      |
| 13                   | Домініканська Республіка        | 1      | 4      | 4      | 9       |
| 14                   | Пуерто-Рико                     | 1      | 3      | 7      | 11      |
| 15                   | Коста-Рика                      | 1      | 2      | 6      | 9       |
| 16                   | Сент-Кіттс і Невіс              | 1      | 1      | 2      | 4       |
| 17                   | Гондурас                        | 1      | 0      | 1      | 2       |
| 17                   | Гренада                         | 1      | 0      | 1      | 2       |
| 19                   | Барбадос                        | 0      | 3      | 7      | 10      |
| 20                   | Сент-Вінсент і Гренадини        | 0      | 2      | 1      | 3       |
| 21                   | Антигуа і Барбуда               | 0      | 1      | 1      | 2       |
| 22                   | Беліз                           | 0      | 1      | 0      | 1       |
| 22                   | Бермудські Острови              | 0      | 1      | 0      | 1       |
| 24                   | Гаїті                           | 0      | 0      | 1      | 1       |
| 24                   | Американські Віргінські Острови | 0      | 0      | 1      | 1       |
| 24                   | Нікарагуа                       | 0      | 0      | 1      | 1       |
| 24                   | Острови Теркс і Кайкос          | 0      | 0      | 1      | 1       |
| Загалом (27 збірних) | Загалом (27 збірних)            | 167    | 164    | 163    | 494     |